# Kurt Ott
Kurt Ott (* 9. Dezember 1912 in Zürich; † 19. April 2001 in Schlieren) war ein Schweizer Radrennfahrer, der 1936 eine olympische Silbermedaille gewann.
Ott hatte 1935 die Tour du Lac Léman gewonnen. Bei den Olympischen Sommerspielen 1936 in Berlin wurde das olympische Strassenrennen über 100 Kilometer auf der AVUS-Nordschleife ausgetragen. Auf dem flachen Kurs blieb das Feld bis ins Ziel beisammen und überquerte innerhalb weniger Sekunden die Ziellinie. Es gewann der Franzose Robert Charpentier vor seinem Landsmann Guy Lapébie und dem Schweizer Ernst Nievergelt; Ott belegte den vierzehnten Platz. Die Mannschaftswertung wurde nach den addierten Zeiten der drei besten Fahrer eines Landes ermittelt, hier siegten die Franzosen vor den Schweizern mit Ernst Nievergelt, Edgar Buchwalder und Kurt Ott. 1937 belegte Ott bei der Meisterschaft von Zürich den zweiten Platz in der Amateurwertung.
1938 und 1939 war Kurt Ott als Profi aktiv. Er gewann 1938 den Schweizer Meistertitel im Querfeldeinrennen und wurde Zwölfter bei Mailand–Sanremo sowie Achter bei der Meisterschaft von Zürich. 1939 belegte er bei der Schweizer Querfeldein-Meisterschaft den dritten Platz.